# Dia Nacional do Futebol
O Dia Nacional do Futebol é celebrado no Brasil no dia 19 de julho. A data foi escolhida, em 1976, por ser a data de fundação do time mais antigo do Brasil em atividade, o Sport Club Rio Grande, do Rio Grande do Sul, fundado no dia 19 de julho de 1900. O Dia Nacional do Futebol foi inventado pela Confederação Brasileira de Futebol (CBF), que na época se chamava Confederação Brasileira de Desportos (CBD).